# Мыржык
Мыржык (каз. Мыржық) — село в Каркаралинском районе Карагандинской области Казахстана. Входит в состав Абайского сельского округа. Код КАТО — 354831300.

## Население
В 1999 году население села составляло 180 человек (86 мужчин и 94 женщины). По данным переписи 2009 года, в селе проживало 85 человек (42 мужчины и 43 женщины).